# Masu

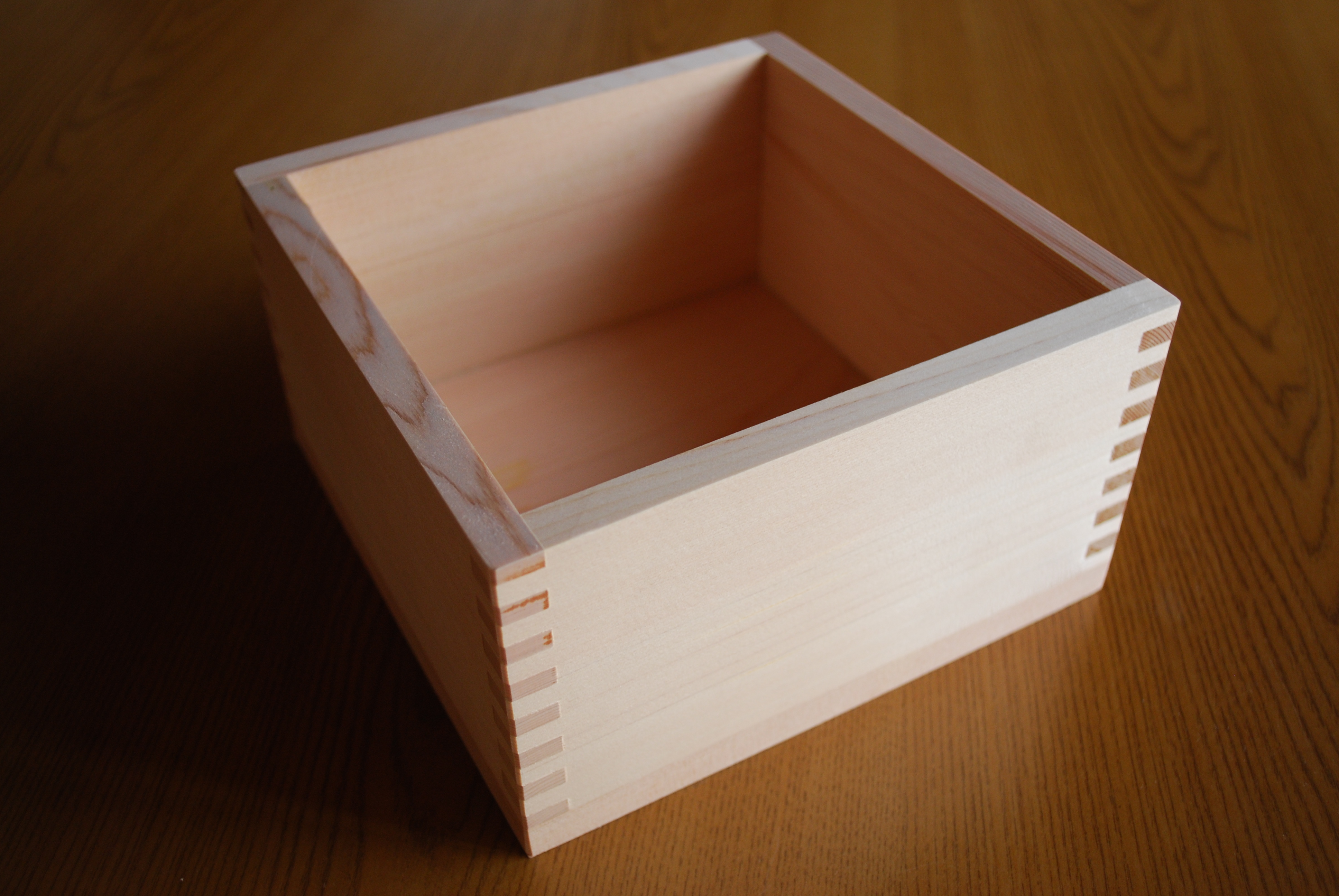
Masu

Een masu (枡) was oorspronkelijk een vierkante houten doos die gebruikt werd als maat voor hoeveelheden rijst in het middeleeuwse Japan. De masu kwam voor in verschillende afmetingen, van 5 go (五合枡 gogōmasu, ca. 0,9 liter) tot een to (一斗枡 ittomasu, ca. 18 liter). Eén masu was genoeg rijst om een mens een dag te voeden (één koku was genoeg rijst om een mens een jaar te voeden).
Moderne rijstkokers en het feit dat Japanners een calorierijker dieet volgen, hebben de masu onpraktisch gemaakt als maat voor hoeveelheden rijst. Tegenwoordig wordt de masu bijna alleen nog gebruikt bij het drinken van sake. De standaardafmeting is één go, oftewel 0,18039 liter.

## Origami
Er is een origamifiguur die de "Masudoos" genoemd wordt. Het is een vierkante doos die gevormd kan worden uit een vierkant stuk papier.